# Orville Platt
Orville Hitchcock Platt (Washington, 19 luglio 1827 – Meriden, 21 aprile 1905) è stato un politico statunitense, senatore per il Connecticut.
È noto per aver proposto un atto approvato nel 1901 che riduceva Cuba a un protettorato e includeva il piazzamento di stazioni militari e basi navali. Ciò portò all'apertura (1903) della base navale di Guantánamo, ma il decreto di Platt fu abrogato nel 1934. È ricordato come "il padre di Guantanamo".